# Kläschen
Kläschen ist ein Volksfest in der lippischen Stadt Lemgo in Nordrhein-Westfalen. Es geht auf einen Jahrmarkt des 14. Jahrhunderts zurück und findet jedes Jahr vom ersten Donnerstag bis Sonntag im Dezember statt. Der Name leitet sich von Klaus als Kurzform von Nikolaus her, der Namenspatron des ursprünglichen Jahrmarktes war.

## Geschichte

### 14. Jahrhundert
Der Nicolaimarkt, auf den Kläschen zurückgeht, ist der älteste Jahrmarkt der Stadt. Er steht in engem Zusammenhang mit dem Bau der Nicolaikirche. Die „Messe“ in St. Nicolai am 6. Dezember – dem heiligen Nikolaus als Schutzpatron der Seefahrer und (Hanse-)Kaufleute geweiht – für die von ihren Reisen im Herbst zurückgekehrten Kaufleute und für die Bewohner Lemgos und der Umgebung war ein wesentlicher Termin, der feierlich begangen wurde. Schon bald haben sich neben den eigentlichen kirchlichen Feierelementen zusätzliche weltliche herausgebildet, bis sich schließlich die Feier zu einer rein weltlichen verselbständigt hatte.

### 19. Jahrhundert
Im 19. Jahrhundert war der Markt vor allem eine Verkaufsschau, zu der die Bewohner der Dörfer in die Stadt kamen. In den Sälen der an den Marktplatz angrenzenden Gastwirtschaften waren Verkaufsstände aufgebaut.

### 20. Jahrhundert
Im frühen 20. Jahrhundert verlor der Markt diese Bedeutung als Einkaufsmarkt für die Landbevölkerung. Stattdessen nahm die Zahl der Schaubuden und Karussells zu. Kläschen musste deshalb räumlich erweitert werden. Im Jahre 1910 waren, wie es in einem Bericht der „Lippischen Post“ hieß, zwei Dampf- und Bodenkarussells, ein russisches Karussell, eine Schiffsschaukel, drei Schießbuden und 17 Schaubuden auf dem Kläschenmarkt vertreten, darunter ein Hippodrom und eine Menagerie mit 15 Löwen und Tigern.
Auch ein Kinematograph gehörte zu den Attraktionen. Aber auch Sänger und Kleinkünstler kamen zu Kläschen nach Lemgo. So schrieb die „Lippische Post“ im Jahre 1912 im Vorfeld des Marktes: „Erscheinen werden auch wieder die Harfensänger und -sängerinnen und die verschiedenen Künstler wie Bauchredner usw., die für den Unterhalt in den Wirtschaften Sorge tragen. Die neuesten Schlager werden dann zur Laute gesungen werden und überall Leben bringen.“
Schon im frühen 20. Jahrhundert etablierte sich der Markt dauerhaft in der Innenstadt. Vor dem Ersten Weltkrieg erstreckte er sich vom Kastanienwall über die Mittelstraße und den Marktplatz bis zu dem (nach Abbruch des Waisenhauses) neu geschaffenen Waisenhausplatz.

## Umfang und Dauer
Vom ersten Donnerstag im Dezember bis zum darauffolgenden Sonntag bieten etwa 190–200 Händler, Fahrgeschäfte, sowie Essbuden und Glühweinstände den Besuchern Waren, Belustigung, Speisen und Getränke.